# Chen Lin (Sängerin)
Chen Lin (chinesisch 陈琳, Pinyin Chén Lín; * 31. Januar 1970 in Chongqing; † 31. Oktober 2009 in Peking) war eine chinesische Sängerin, die sich gegen Kinderarmut in der Volksrepublik China einsetzte.
Ihr Debütalbum verkaufte sich allein in der Volksrepublik 1,5 Millionen Mal. Außerdem wirkte sie bei dem Projekt Begegnungen – Eine Allianz für Kinder von Peter Maffay mit. Sie unterstützte die Organisation Project Hope der China Youth Development Foundation (中国青少年发展基金会) sowie die Organisation Chengdu Research Base of Giant Panda Breeding.
Emotionale Probleme seien der Grund dafür gewesen, dass Chen sich am 31. Oktober 2009 selbst tötete.

## Auszeichnungen
- Most Popular Female Artist Award
- Best Chinese Female Vocalist
- Chinesischer Grammy
- Album of the Year
- Best song of the Year
- Best Produkter Award
- Green Ambassador